# Petrosia vulcaniensis
Petrosia vulcaniensis är en svampdjursart som beskrevs av Samaai och Gibbons 2005. Petrosia vulcaniensis ingår i släktet Petrosia och familjen Petrosiidae. Inga underarter finns listade i Catalogue of Life.